# Sawbridgeworth
Koordinaten: 51° 49′ N, 0° 9′ O
Sawbridgeworth ist eine Stadt im Osten der Grafschaft Hertfordshire im Vereinigten Königreich mit 9071 Einwohnern (Volkszählung 201) direkt an der Grenze zur Grafschaft Essex.
Der Ort liegt östlich der Stadt Hertford zwischen Bishop’s Stortford und Harlow an der A11, die sich als A1184 durch Sawbridgeworth zieht. Es gibt einen Eisenbahnhaltepunkt. Von dort aus kann man nach London (Bahnhof Liverpool Street) oder Cambridge gelangen. Der Fluss Stort fließt östlich der Stadt, hinter den Mälzereien vorbei (jetzt ein Kleinbetrieb und ein Wohnbereich).
Die Stadt wird vom East Hertfordshire District Council verwaltet. Der lokale Stadtrat hat zurzeit zwölf Ratsmitglieder. Sawbridgeworth unterhält seit 1973 mit Bry-sur-Marne (Frankreich) und seit 2018 mit Moosburg an der Isar eine Städtepartnerschaft.
Sehenswert ist die „Große Marienkirche“ (Great St. Mary’s church) aus dem 13. Jahrhundert. Der „Tudor Tower“ beherbergt eine Turmuhr von 1664 und acht Glocken, deren älteste im Jahre 1749 hergestellt wurde.
Der Sawbridgeworth Cricket Club ist einer der führenden Cricket-Vereine im Süden Englands. Die Mannschaft spielt in der Home Counties Premier Cricket League. Heimspielstätte des 1897 gegründeten Vereins ist das Town Fields.
Bekannteste Einwohner der Stadt sind Victoria und David Beckham. Beide Prominente wohnen seit 1999 im Rowneybury House (auch „Beckingham Palace“ genannt).

## Söhne und Töchter der Stadt
- John Wilfred Stanier (1925–2007), Offizier
- Nicholas McGegan (* 1950), Dirigent, Cembalist, Pianist und Flötist
- Pip Pyle (1950–2006), Schlagzeuger des Bluesrock, Progressive Rock und Fusion
- Lauren Selby (* 1984), Squashspielerin